# 克利夫斯冰川
82°57′S 165°0′E / 82.950°S 165.000°E
克利夫斯冰川是南極洲的冰川，位於沙克爾頓海岸，處於霍蘭山脈地區，流經里德山，最終注入羅布冰川，美國地質調查局根據測量和該國海軍的空中照片繪入地圖。